# Eugen König
Pour les articles homonymes, voir König.
Le titre de cet article contient le caractère ö. Quand celui-ci n'est pas disponible ou n'est pas désiré, le nom de l'article peut être représenté comme Eugen Koenig .
Eugen König (19 septembre 1896 à Trèves - 8 avril 1985 à Bitburg) est un Generalleutnant allemand qui a servi au sein de la Heer dans la Wehrmacht pendant la Seconde Guerre mondiale.
Il a été récipiendaire de la croix de chevalier de la croix de fer avec feuilles de chêne. La croix de chevalier de la croix de fer et son grade supérieur, les feuilles de chêne, sont attribués pour récompenser un acte d'une extrême bravoure sur le champ de bataille ou un commandement militaire avec succès.

## Biographie
Eugen König s'engage le 19 juin 1915 comme volontaire de guerre dans le bataillon de réserve du 69e régiment d'infanterie. Après sa formation, il est transféré dans le 189e régiment d'infanterie9 sur le front occidental.
Eugen König est capturé par les troupes britanniques par 2 fois durant sa carrière militaire: la première fois en septembre 1918 et la seconde fois en avril 1945.

## Décorations
- Croix de fer (1914)
  - 2e classe (30 novembre 1916)
  - 1re classe (9 juillet 1920)
- Insigne des blessés (1914)
  - en noir
- Croix d'honneur pour combattants 1914-1918
- Agrafe de la croix de fer (1939)
  - 2e classe (19 juin 1940)
  - 1re Classe (9 septembre 1940)
- Médaille du Front de l'Est
- Insigne de combat d'infanterie
- Croix de chevalier de la croix de fer avec feuilles de chêne
  - Croix de chevalier le 1er août 1942 en tant que Major et commandant du II./Infanterie-Regiment 352/[1]
  - 318e feuilles de chêne le 4 novembre 1943 en tant que Oberst et commandant du Grenadier-Regiment 451[2]